# 1998年航空
此條目列出1998年發生有關航空運輸的事件。

## 事件

### 3月
- 3月14日：春蓬府春蓬春蓬機場（英语：Chumphon Airport）啟用。

### 4月
- 4月1日：安塔利亞省安塔利亞安塔利亞機場啟用。

### 6月
- 6月27日：雪蘭莪州雪邦縣吉隆坡國際機場啟用。

### 7月
- 7月6日：赤鱲角香港國際機場啟用，原有的啟德機場隨即關閉。當時，香港國際機場一號客運大樓是世界上最大的客運大樓。同時民航處也不再管理機場，新機場由香港機場管理局管理。
- 7月18日：秋田縣北秋田市大館能代機場啟用。
- 7月28日：佐賀縣佐賀市佐賀機場啟用。

### 10月
- 10月8日：奧斯陸加勒穆恩機場啟用。

### 11月
- 11月24日：加沙地帶亞西爾·阿拉法特國際機場啟用，是巴勒斯坦國唯一的國際機場。

### 12月
- 12月1日：洛坤府洛坤洛坤機場（英语：Nakhon Si Thammarat Airport）啟用。